# 青丘四
青丘四（HD 100393），又名CD-30 9303，SAO 202554、HR 4449，是一颗長蛇座的恒星，视星等为5.04，位于銀經283.75，銀緯28.84，其B1900.0坐标为赤經11h 27m 57.2s，赤緯-30° 28.84′ 7″。